# Уайтсайд, Норман
Но́рман Джон Уа́йтсайд (англ. Norman John Whiteside; род. 7 мая 1965, Белфаст) — североирландский футболист. Наибольшую известность приобрёл, выступая за английский клуб «Манчестер Юнайтед», с которым выиграл два Кубка Англии. В составе национальной сборной Уайтсайд дважды принимал участие в чемпионатах мира — в 1982 и 1986 годах. Стал самым молодым в истории участником финальных стадий чемпионатов мира, выйдя на поле в возрасте 17 лет и 41 дня и побив рекорд, принадлежавший до того Пеле.
Рано закончил профессиональную карьеру из-за хронических травм. Впоследствии стал дипломированным физиотерапевтом, имеет собственную клинику.

## Клубная карьера
Норман родился в Белфасте, в семье Нормана и Эйлин Уайтсайд. Поскольку Норман вырос на Шэнкилл Роуд, одного из районов Белфаста, и из-за его агрессивного физического стиля игры, болельщики «Манчестер Юнайтед» позже прозвали его «Шэнкилл Скинхед». Позже семья переехала на Дануб Стрит, и бедность семьи вынуждала Нормана делить кровать с двумя своими братьями. Конфликт в Северной Ирландии, более известный как «Смута», обошёл Нормана стороной, поскольку его родители-протестанты постоянно были со своими детьми и следили, чтобы те не отходили от дома, и чтобы никто из них не стал участвовать в Лоялизме Ольстера. В возрасте около семи лет он присоединился к «Бригаде Мальчиков» (англ. Boy's Brigade) (христианской организации), и быстро показал свой природный талант к футболу, забив десять мячей в игре против мальчиков почти вдвое старше его. Уайтсайд получил образование в средней школе Кейрнмартин и стал известен в области Шанкилл как футбольный вундеркинд в возрасте до 11 лет.

## Карьера в сборной
Уайтсайд побил рекорд Пеле, став самым юным футболистом, сыгравшим на чемпионате мира, когда он вышел на поле за Северную Ирландию в возрасте 17 лет и 41 дня в 1982 году. Уайтсайд сыграл во всех пяти матчах североирландцев на турнире, включая историческую победу над сборной Испании со счётом 1:0. Первый матч на турнире против сборной Югославии стал его дебютным за сборную; в этой встрече он также получил жёлтую карточку.
На чемпионате мира 1986 года Уайтсайд отличился в матче против сборной Алжира, которая завершилась со счётом 1:1. Всего Норман провёл за сборную 38 матчей и забил 9 мячей. Его последним матчем за сборную стала игра против ирландцев на «Лэнсдаун Роуд» 11 октября 1989 года.

## Достижения
«Манчестер Юнайтед»
- Обладатель Кубка Англии (2): 1982/83, 1984/85
- Обладатель Суперкубка Англии: 1983
- Итого: 3 трофея

Сборная Северной Ирландии
- Победитель Домашнего чемпионата: 1983/84

## Статистика выступлений
| Клуб              | Сезон            | Лига | Лига | Кубки | Кубки | Еврокубки | Еврокубки | Прочие | Прочие | Итого | Итого |
| Клуб              | Сезон            | Игры | Голы | Игры  | Голы  | Игры      | Голы      | Игры   | Голы   | Игры  | Голы  |
| ----------------- | ---------------- | ---- | ---- | ----- | ----- | --------- | --------- | ------ | ------ | ----- | ----- |
| Манчестер Юнайтед | 1981/82          | 2    | 1    | 0     | 0     | 0         | 0         | 0      | 0      | 2     | 1     |
| Манчестер Юнайтед | 1982/83          | 39   | 8    | 16    | 6     | 2         | 0         | 0      | 0      | 57    | 14    |
| Манчестер Юнайтед | 1983/84          | 37   | 10   | 7     | 1     | 6         | 1         | 1      | 0      | 51    | 12    |
| Манчестер Юнайтед | 1984/85          | 27   | 9    | 7     | 4     | 5         | 0         | 0      | 0      | 39    | 13    |
| Манчестер Юнайтед | 1985/86          | 37   | 4    | 9     | 3     | 0         | 0         | 5      | 1      | 51    | 8     |
| Манчестер Юнайтед | 1986/87          | 31   | 8    | 6     | 2     | 0         | 0         | 0      | 0      | 37    | 10    |
| Манчестер Юнайтед | 1987/88          | 27   | 7    | 8     | 3     | 0         | 0         | 0      | 0      | 35    | 10    |
| Манчестер Юнайтед | 1988/89          | 6    | 0    | 0     | 0     | 0         | 0         | 0      | 0      | 6     | 0     |
| Манчестер Юнайтед | Итого            | 206  | 47   | 53    | 19    | 13        | 1         | 6      | 1      | 278   | 68    |
| Эвертон           | 1989/90          | 27   | 9    | 8     | 4     | 0         | 0         | 0      | 0      | 35    | 13    |
| Эвертон           | 1990/91          | 2    | 0    | 0     | 0     | 0         | 0         | 0      | 0      | 2     | 0     |
| Эвертон           | Итого            | 29   | 9    | 8     | 4     | 0         | 0         | 0      | 0      | 37    | 13    |
| Всего за карьеру  | Всего за карьеру | 235  | 56   | 61    | 23    | 13        | 1         | 6      | 1      | 315   | 81    |